# 普洛伊·伊姆赖
普洛伊·伊姆赖（匈牙利語：Pulai Imre，1967年11月14日—），匈牙利男子皮划艇运动员。他曾代表匈牙利参加1988年、1992年、1996年和2000年夏季奥林匹克运动会皮划艇比赛，共获得一枚金牌和一枚铜牌。